# 신창향교
신창향교(新昌鄕校)는 대한민국 충청남도 아산시 신창면에 있는 조선시대의 향교이다. 1997년 12월 23일 충청남도의 기념물 제113호로 지정되었다.

## 개요
향교는 공자와 여러 성현께 제사를 지내고 지방민의 교육과 교화를 위해 나라에서 세운 교육기관이다.
신창향교는 조선 숙종(재위1674∼1720) 때 지었다고 하지만 기록은 없고, 고종 9년(1872) 처음 지은 것으로 보는 것이 일반적이다.
지금 남아 있는 건물로는 대성전, 명륜당, 동재·서재, 내삼문 등이다.
대성전은 제사지내는 공간으로 앞면 5칸·옆면 3칸 규모이다. 지붕은 옆면에서 볼 때 사람 인(人)자 모양인 맞배지붕이다. 지붕 처마를 받치기 위해 장식하여 만든 공포는 새 날개 모양인 익공 양식으로 꾸몄다. 안에는 공자를 중심으로 그의 제자들과 중국·우리나라 성현들을 모시고 있다. 명륜당은 학생들이 모여 공부하는 강당으로, 앞면 5칸·옆면 2칸 규모이다. 지붕은 옆면에서 볼 때 여덟 팔(八)자 모양인 팔작지붕이다.
조선시대에는 나라에서 토지와 노비·책 등을 지원받아 학생들을 가르쳤으나, 지금은 교육 기능은 없어지고 제사 기능만 남아 있다.

## 참고 자료
- 신창향교 - 국가유산청 국가유산포털